# 奈莉·科達
奈莉·柯達（英語：Nelly Korda，1998年7月28日—），美國女子職業高爾夫球手，最初參加業餘比賽，2016年開始參加職業比賽，她於2021年在2020年夏季奥林匹克运动会上获得女子高尔夫比赛项目金牌。

## 外部連結
- 奈莉·科達在LPGA巡回赛官方网站
- 奈莉·科達在女子高爾夫世界排名官方網站
- 奈莉·科達的X（前Twitter）